# Dr. Super Pantaloni
Dr. Super Pantaloni (engleză Dr. Dimensionpants) a fost un serial de animație canadian. A fost creat de Brad Peyton și produs de DHX Media și Teletoon. Serialul a fost inițial pregătit a fi lansat în iarna lui 2014 pe Teletoon în Canada dar acum este pus în premieră pe 6 noiembrie 2014.
Premiera în România a fost pe 27 octombrie 2014 pe canalul Cartoon Network.

## Despre serial
Serialul prezintă aventurile amuzantului personaj Kyle Lipton, care a fost un copil obișnuit lipsit de orice grijă toată viața lui. Și astea până într-o zi, când totul ia o întorsătură neașteptată. Tânărului i se deschide brusc o ușă magică și în mâini îi cad o pereche de pantaloni strălucitori.
Acum, Kyle nu mai este un tânăr obișnuit, el este un super-erou care trebuie să apere lumea de răufăcătorii puși pe distrus universul. Bine, nu chiar întregul univers, ci doar orașul său natal, Ganderville, care este universul băiatului în vârstă de doar 12 ani.

## Personaje
- Kyle Lipton/Dr. Super Pantaloni - Un băiețel de 12 ani a cărui identitate secretă este Dr. Super Pantaloni, dar el încearcă să le spună tuturor că el este Dr. Super Pantaloni.
- Phillip - Partenerul doctorului Super Pantaloni ce este un unicorn și cel mai bun prieten al său.
- Cortexul - Un inamic cu un craniu imens și încuiat pentru oameni pentru că el este Cortexul. Cortexul încearcă să fure pantalonii intergalactici, astfel el poate deveni atotputernic.
- Craniul de sticlă - un inamic care, după cum sugerează și numele lui, are un craniu de sticlă. El are o fiică pe nume Rebecca și dorește pantalonii intergalactici ca Cortexul.
- Amanda Lipton - este sora mai mică a lui Kyle care este un geniu și are un blog de pe web.
- Rebecca - este o fată drăguță care se crede stăpână pe toate.
- Liz - este cea mai rea fată, dar îl iubește pe Kyle.
- Olandezu' - este bătăușul școlii și vecinul lui Kyle.

## Episoade
| Premiera originală | Premiera în România | N/o | Titlu român                            | Titlu englez                         |
| ------------------ | ------------------- | --- | -------------------------------------- | ------------------------------------ |
|                    |                     |     |                                        |                                      |
| PRIMUL SEZON       |                     |     |                                        |                                      |
|                    |                     |     |                                        |                                      |
| 06.11.2014         | 06.11.2014          | 01  | Cornul temerarului                     | Horn to be Wild                      |
| 06.11.2014         | 06.11.2014          | 01  | Bravo Superpantaloni                   | Bravo Dimensionpants                 |
|                    |                     |     |                                        |                                      |
| 13.11.2014         | 27.10.2014          | 02  | Cel mai bun prieten Cortex             | BBF Cortex                           |
| 13.11.2014         | 27.10.2014          | 02  | Probleme cu bule                       | Bubble Trouble                       |
|                    |                     |     |                                        |                                      |
| 20.11.2014         | 10.11.2014          | 03  | Excursia intergalactică                | Dr. Dimensionpants Camp              |
| 20.11.2014         | 10.11.2014          | 03  | Brioșe super mari                      | Cupcakes at Large                    |
|                    |                     |     |                                        |                                      |
| 27.11.2014         | 30.10.2014          | 04  | Eu tableta                             | I Tabby                              |
| 27.11.2014         | 30.10.2014          | 04  | Ursulețul roboțel                      | Robo-Teddy                           |
|                    |                     |     |                                        |                                      |
| 04.12.2014         | 31.10.2014          | 05  | Unicornul vedetă                       | Showbiz Unicorn                      |
| 04.12.2014         | 31.10.2014          | 05  | Persoana mea de companie               | My Pet Human                         |
|                    |                     |     |                                        |                                      |
| 11.12.2014         | 02.04.2015          | 06  | Cel mai bun Crăciun cu Yeti            | Best Christmas Yeti                  |
| 11.12.2014         | 02.04.2015          | 06  | Ajunul distrugerii                     | Christmas Eve of Destruction         |
|                    |                     |     |                                        |                                      |
| 06.01.2015         | 03.11.2014          | 07  | Unicornul fals                         | Poppacorn                            |
| 06.01.2015         | 03.11.2014          | 07  | O mulțime de farse                     | Pranks-A-lot                         |
|                    |                     |     |                                        |                                      |
| 13.01.2015         | 04.11.2014          | 08  | Doctor Superșosete intergalactice      | The Dr. Dimensionsocks               |
| 13.01.2015         | 04.11.2014          | 08  | Cortexul în Vortex                     | Cortex in the Vortex                 |
|                    |                     |     |                                        |                                      |
| 16.01.2015         | 28.10.2014          | 09  | Tatăl cel rău                          | Evil Dad                             |
| 16.01.2015         | 28.10.2014          | 09  | Sunteți gata să guițați?               | Are You Ready to Oink?!              |
|                    |                     |     |                                        |                                      |
| 18.01.2015         | 29.10.2014          | 10  | Dansul învingătorului                  | In Yo' Face Dance                    |
| 18.01.2015         | 29.10.2014          | 10  | Distrugătorul de peșteri               | Cave Crasher                         |
|                    |                     |     |                                        |                                      |
| 20.01.2015         | 05.11.2014          | 11  | Cum să păcălești un Roblin             | How to Scram a Roblin                |
| 20.01.2015         | 05.11.2014          | 11  | Taxă tăxuliță                          | Fee Fine Foe                         |
|                    |                     |     |                                        |                                      |
| 27.01.2015         | 07.11.2014          | 12  | Linia aerienă Superpantaloni           | Air Dimensionpants                   |
| 27.01.2015         | 07.11.2014          | 12  | Păpușa întunecată                      | Dolly of Doom                        |
|                    |                     |     |                                        |                                      |
| 03.02.2015         | 11.11.2014          | 13  | Jocuri vikinge                         | Viking Games                         |
| 03.02.2015         | 11.11.2014          | 13  | E vreun doctor în dimensiunea aceasta? | Is There a Doctor in this Dimension? |
|                    |                     |     |                                        |                                      |
| 19.02.2015         | 12.11.2014          | 14  | Super Pantaloni, doar curățare chimică | Dry Clean Only                       |
| 19.02.2015         | 12.11.2014          | 14  | Prințesa Perfecțiune                   | Princess Perfectpants                |
|                    |                     |     |                                        |                                      |
| SEZONUL 2          |                     |     |                                        |                                      |
|                    |                     |     |                                        |                                      |
| 20.03.2015         | 31.03.2015          | 15  | Admiratorul nu chiar secret            | Not So Secret Admirer                |
| 20.03.2015         | 31.03.2015          | 15  | Prinde și eliberează                   | Catch And Release                    |
|                    |                     |     |                                        |                                      |
| 16.06.2015         | 23.03.2015          | 16  | Cutia de pedeapsă                      | Unicrone Penalty Box                 |
| 16.06.2015         | 23.03.2015          | 16  | Pana roz                               | The Pink Feather                     |
|                    |                     |     |                                        |                                      |
| 30.06.2015         | 25.03.2015          | 17  | Controlul cornului                     | Horn Control                         |
| 30.06.2015         | 25.03.2015          | 17  | Magician de petrecere de nivelul 7     | Level 7 Birthday Magician            |
|                    |                     |     |                                        |                                      |
| 07.07.2015         | 26.03.2015          | 18  | Caii se joacă                          | Horsing Around                       |
| 07.07.2015         | 26.03.2015          | 18  | Doctor Pantaloni Convenționali         | Dr. Conventionpants                  |
|                    |                     |     |                                        |                                      |
| 14.07.2015         | 27.03.2015          | 19  | Mai repede, mai sus, mai leneș         | Faster, Higher, Lazier               |
| 14.07.2015         | 27.03.2015          | 19  | Fantoma supărătoare                    | The Phantom Nuisance                 |
|                    |                     |     |                                        |                                      |
| 21.07.2015         | 30.03.2015          | 20  | Mâncăciosul                            | Goody Gobbles                        |
| 21.07.2015         | 30.03.2015          | 20  | Los Luchadores Lipton                  | Los Luchadores Lipton                |
|                    |                     |     |                                        |                                      |
| 18.08.2015         | 06.04.2015          | 21  | Scapă de toate treburile               | Destroy All Chores                   |
| 18.08.2015         | 06.04.2015          | 21  | Dr. Fustă Intergalactică               | Dimension Skirt                      |
|                    |                     |     |                                        |                                      |
| 25.08.2015         | 27.06.2015          | 22  | Pajul numărul 94                       | Henchman N.O. 94                     |
| 25.08.2015         | 27.06.2015          | 22  | Răul mai mic                           | The Lesser Evil                      |
|                    |                     |     |                                        |                                      |
| 15.09.2015         | 01.04.2015          | 23  | Simpatizatorul                         | Nice-Inator                          |
| 15.09.2015         | 01.04.2015          | 23  | Bongo Greșelongo                       | Wrongo Bongo                         |
|                    |                     |     |                                        |                                      |
| 22.09.2015         | 27.06.2015          | 24  | Transformarea destructocornului        | Destructocorn Transform!             |
| 22.09.2015         | 27.06.2015          | 24  | Doar pentru mentori                    | Menters Only                         |
|                    |                     |     |                                        |                                      |
| 13.10.2015         | 24.03.2015          | 25  | Mai deștept                            | Get Smarter                          |
| 13.10.2015         | 24.03.2015          | 25  | Băiatul lui Molio                      | Motho's Boy                          |
|                    |                     |     |                                        |                                      |
| 10.11.2015         | 03.04.2015          | 26  | Asistent pus pe treabă                 | The Sidekickin' It                   |
| 10.11.2015         | 03.04.2015          | 26  | Dădaca genială                         | Brainysitter                         |
|                    |                     |     |                                        |                                      |

## Legături externe
- Dr. Super Pantaloni la Internet Movie Database
- Jocuri cu Dr. Super Pantaloni Arhivat în 18 noiembrie 2014, la Wayback Machine. la Jocuri-Izi.ro